# 仔羊捕獲ケーカク!
『仔羊捕獲ケーカク!』（こひつじほかくケーカク!）は、南かずかによる日本のBL漫画作品。『Chara Selection』にて連載中。2010年現在、コミックス・ドラマCDおよびゲームを販売している。ゲームだけのオリジナルキャラも登場する。

## あらすじ
原作
全寮制男子校の中等部からこの春高等部へ進学することになった桜野有紀と芳賀楓。二人は高校生とは思えないほど幼く可愛い顔立ちと小柄な身長の持ち主で、中等部の頃から付き合っている恋人同士。そして、高等部の寮長久慈克貴と副寮長咲坂和臣の二人は有紀と楓を進学してくる前からオトそうと狙っていた。二人は有紀と楓の前では良い先輩を装い、下心を隠しながら接触していくことになる。
ゲーム版
有紀と楓が2人の先輩と仲良くなり、人肌恋しい秋が深まりつつある頃。「私立祥華学園」に転校してきた森永翔太はオドオドした人見知りをする性格で、森永皐太はいじめっ子。皐太は3年生の先輩を、翔太は下級生の有紀と楓を狙って行動し始める。

## 登場人物
桜野有紀（さくらの ゆうき）声 - 宮田幸季
原作1巻とゲーム版の主人公。私立祥華学園高等部1年生。（推定）身長145cm。小学校低学年ぐらいの童顔。楓とは中等部の頃から付き合っている、恋人同士（※周囲の同級生&高等部の先輩たち公認）。校内では人気が高く友人も多い。優しく大人しい性格だが引っ込み思案。悩み出すと少々ネガティブ思考になりがち。楓の性格に憧れている。人のことをあまり悪く言わない、お人好し。内面は大人でしっかりしている（楓談）。乳首が性感帯らしい。ゲーム版ではうなじも弱い。触られた時はかなりエロく、喘ぎ声は可愛らしい。楓を誰よりも大切に思っている。和臣のお気に入り。
克貴&和臣からの仕掛けより、和臣から告白された。成績は平均的だが、化学は苦手な様子。ゲーム版では、ほぼハーレムかつ総受け状態。原作ではかなりHな体質。
芳賀楓（はが かえで）声 - 福島潤
原作2巻の主人公。私立祥華学園高等部1年生。（推定）身長150cm。幼い美人顔。元気でとても勝気な性格。社交的で先輩相手でもすぐに仲良く出来る。乳首が性感帯。成績はかなり悪い。有紀と付き合っていて、とても独占欲が強い。有紀に常に自分が1番でありたいと思っている。有紀とする時は、誘い攻め。克貴のお気に入りであり、彼からはかなり過激に抱かれ、只々翻弄されている。
ゲーム版では（一応）攻略対象キャラ。有紀に対する独占欲は強いものの、有紀の意志を尊重して行動を起こさせることもある。
咲坂和臣（さきさか かずおみ）声 - 森川智之
原作3巻の主人公（1人目）。私立祥華学園高等部3年生にして、副寮長。（推定）身長182cm。サッカー部所属。寡黙かつポーカーフェイスな一方、根は優しくスケベな性格。外見は少々怖そう。克貴のツッコミ役兼親友。有紀といる時のみ少々照れ屋。当初は楓が好きだったが、今では有紀が好き。自分の告白のせいで有紀と楓が喧嘩をした時、優しく有紀を慰める。
久慈克貴（くじ かつたか）声 - 置鮎龍太郎
原作3巻の主人公（2人目）。私立祥華学園高等部3年生にして、寮長。（推定）身長185cm。優しい性格で、大人の包容力がある。実はかなりのスケベ。常に有紀と楓を自分（と和臣）のものにしようか画策している。和臣とは親友で同室の仲。半年前からずっと、和臣と一緒に双眼鏡で有紀と楓の情事を毎晩覗いていた。当初は有紀に興味を抱いていたが、今では楓が大好き。ゲーム版では有紀への好意が強く、有紀に対してもかなりの頻度でセクハラする。
森永皐太（もりなが こうた）声 - 阪口大助
ゲーム版オリジナルキャラクター。攻略する時は翔太とセット。11月に祥華学園高等部2年生にやってきた転校生。（推定）身長165cm。元気で積極的な性格だが、いじめっ子気質。とある出来事で楓の弱みを握り、以降楓とは犬猿の仲。楓の攻略ルートでも頻繁に出てくる。その一方で、転向初日にやさしく接してくれた有紀に興味を抱き始める。弟とは瓜二つ。成績は比較的よい様子。場の空気はわざと読まない。
森永翔太（もりなが しょうた）声 - 岸尾だいすけ
ゲーム版オリジナルキャラクター。攻略する時は皐太とセット。皐太の双子の弟。11月に祥華学園高等部2年生にやってきた転校生。（推定）身長165cm。人見知りが激しく、有紀以上に気弱な性格。時にはかなり大胆な行動もしでかす。皐太と同じ経緯で有紀に興味を抱く。皐太の入れ替わりでみんなをだます計画には消極的で、ばれた時は皐太に不満をぶちまけていた。かなりのS。成績優秀。たまに空気が読めない。
蓮沼清秀（はすぬま きよひで）声 - 伊藤健太郎
ゲーム版オリジナルキャラクター。攻略対象キャラの1人。祥華学園の化学教師。華道の家元の1人息子らしい。（推定）身長187cm。立派に教育指導を行うクールな性格だが、かなりドS。時には大人ならではの風格を見せる。有紀に対して好意を抱いている。教師と生徒との恋愛はタブーであることを自覚、自分の立場と感情に板バサミになっている。実際清秀ルートで有紀が自分のことを好きになり始めても、諦めるよう諭すこともある。裁縫が得意で学園祭でも一役買っている。怖い話をすることも好き。
藤原隆明（ふじわら たかあき）声 - 福井信介
私立祥華学園高等部3年生にして、生徒会長。克貴の真似をしては、彼のお気に入りのものに興味を持ちたがる、悪友。郁都とは仲良し。
菱崎郁都（ひしざき いくと）声 - 野宮一範（ゲーム版）/立花慎之介（ドラマCD版）
私立祥華学園高等部3年生にして、生徒副会長。和臣にちょっかいを出したがる、悪友。少々偏屈な性格。ツンデレ（?）。

## コンピュータゲーム
『仔羊捕獲ケーカク! スイートボーイズライフ』（こひつじほかくケーカク! スイートボーイズライフ）のタイトルで、PlayStation 2用ソフトとして、2006年11月24日にアイディアファクトリーより発売された。